# Hattenheim
Hattenheim ist seit 1972 ein Stadtteil und Ortsbezirk der Rosenstadt Eltville am Rhein im südhessischen Rheingau-Taunus-Kreis.

## Geschichte

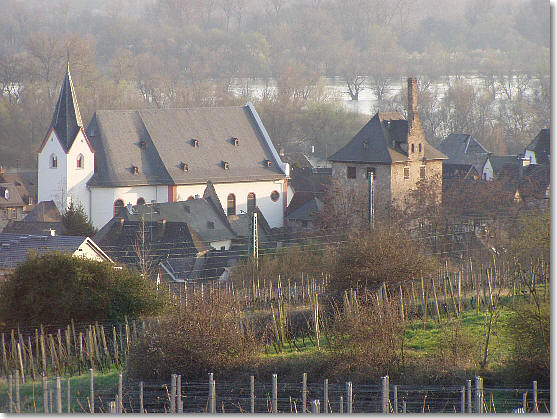
Blick vom Aussichtspunkt auf die Kirche St. Vincentius und die Burg Hattenheim

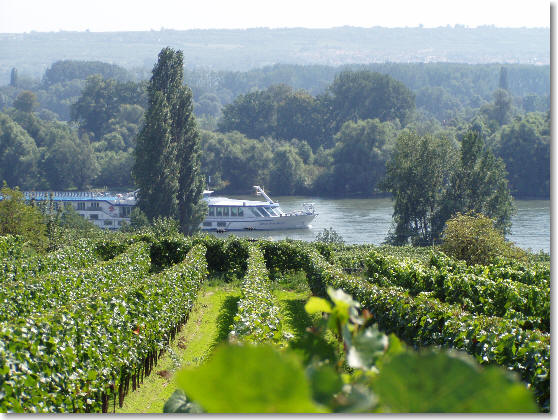
Um 1873 beschlossen die Regierungen von Preußen und Großherzogtum Hessen die Begradigungen des Rheinstromes und die Aufspaltungen der natürlichen Auen. Ziel war die Beseitigung von Schiffahrthindernissen. Die Rheinbegradigung wurde in Deutschland zwischen 1817 und 1879 von dem Ingenieur Johann Gottfried Tulla und seinen Nachfolgern zur Begradigung und Schiffbarmachung des Rheins durchgeführt.

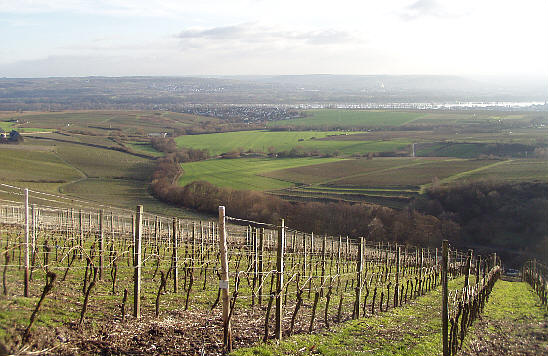
Der Steinberg gilt als eine der besten Weinlagen im Rheingau. Die Geschichte ist eng mit dem Neuhof und dem Kloster Eberbach verbunden und reicht bis ins 12. Jahrhundert zurück.

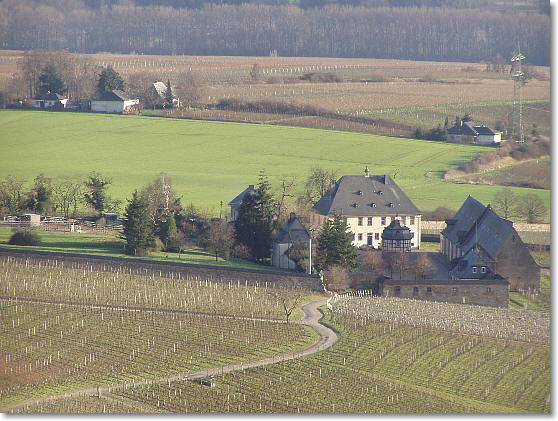
Die Geschichte vom Neuhof reicht bis 12. Jahrhundert zurück. Das Mainzer Stift St. Johann gibt ein Lehensgut gegen Zins an das Kloster Eberbach. Zum Lehensgut gehören zwei Höfe, einer in Hallgarten und einer südlich am Leimersbach, der Neuhof.

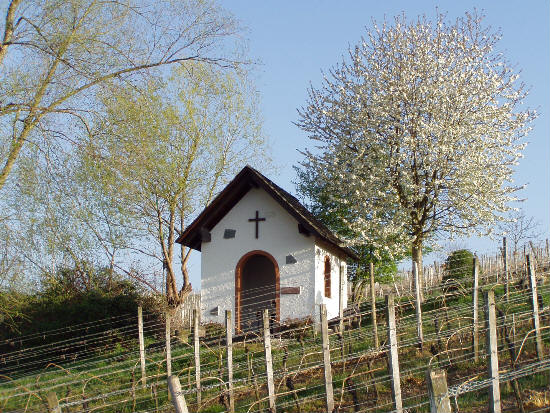
Willborn wurde schon 1212 erwähnt als „Welleborn“ (stark fließender Brunnen). Die Anlage wurde 1992 gestaltet, die Kapelle wurde 1992 restauriert. Im Inneren befindet sich, St. Margareta, die Schutzpatronin der Winzer.

Die Gemarkung von Hattenheim war sehr wahrscheinlich schon in der Jungsteinzeit besiedelt. Das geht aus Funden im Bereich der heutigen Grundschule und der Umgebung hervor. Hattenheim wurde vermutlich im 8. Jahrhundert durch Rheinfranken gegründet. Ein gewisser Hadur oder Hadir siedelte sich hier an. Die Ortsnamensbezeichnung im Rheingau wurde früher durch den Personennamen + heim gebildet. Daraus lässt sich das Hadirsheim ableiten.
Die älteste erhaltene schriftliche Erwähnung des Ortes stammt aus der Zeit um 954. Hattenheim wurde zu diesem Zeitpunkt kirchlicher Filialort von Eltville. Der Ort bekam das Recht, seine Kapelle mit einem Priester zu besetzen, der taufen und beerdigen durfte. Um 1118 wurde die Hattenheimer Burg gebaut oder zu diesem Bauwerk erweitert. Sie diente den „Edlen von Hattenheim“ und ging später an den Freiherrn Langwerth von Simmern über und befindet sich bis heute im Familienbesitz. Neben der Burg siedelte sich der Greiffenclauer Hof an. 1174 schenkte die Gemeinde Hattenheim dem benachbarten Kloster Eberbach eine Quelle. Aus dem Güterverzeichnis des Klosters von 1211 geht hervor, dass damals die meisten Weinlagen zum Kloster gehörten. 1239 verkaufte Hattenheim dem Kloster Eberbach einen Weg durch Steinberg, sowie das Wäldchen Mehrholz. Auch das Kloster Otterberg war im Ort begütert. Die Margarethenkapelle sowie das älteste Fachwerkhaus im Ort wurden um 1320/1321 gebaut.

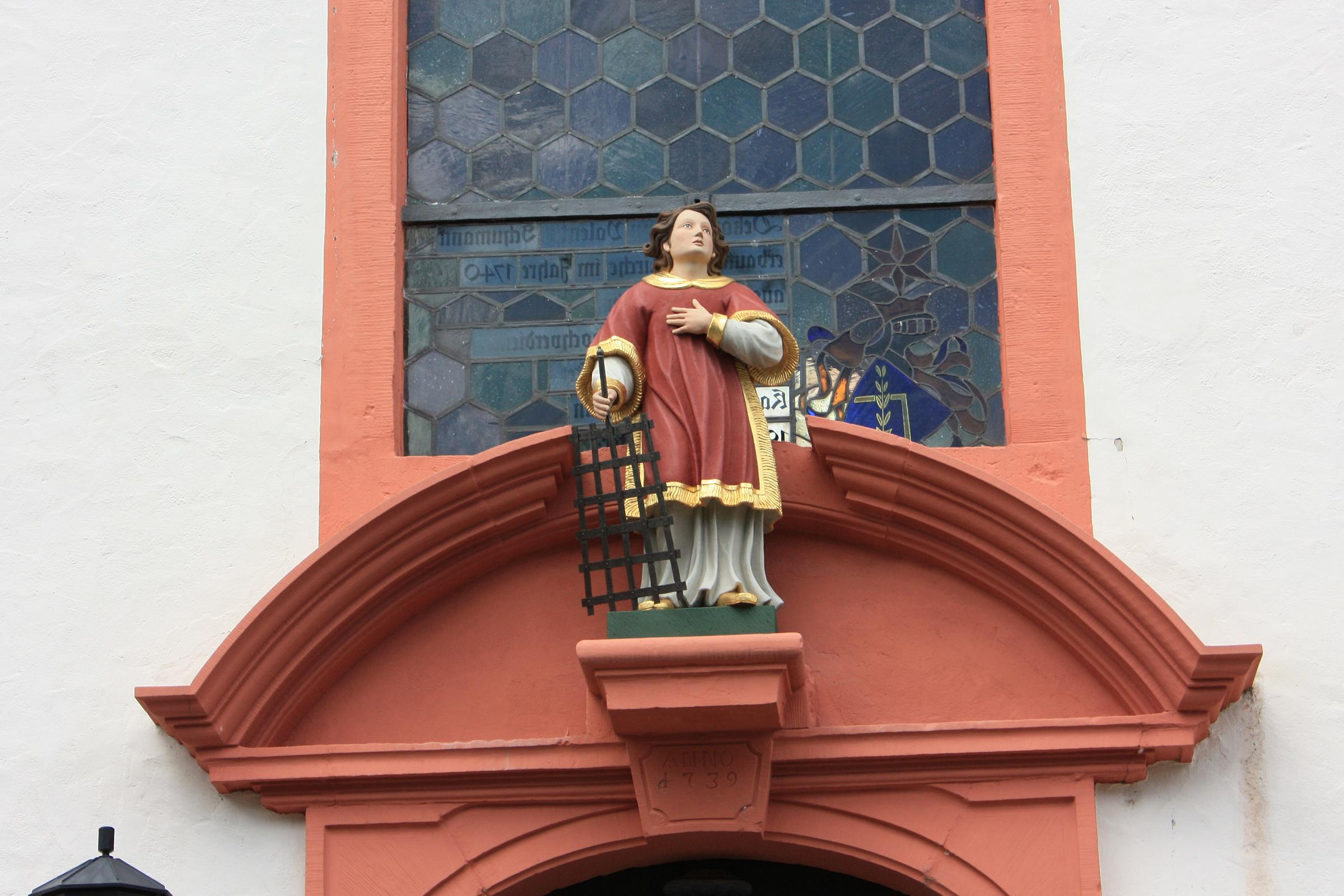
St. Vincentius über dem Kirchenportal mit dem Feuerrost als Werkzeug seines Martyriums

Der bedeutsame Hattenheimer Weinbau wird durch das bekannte Schröderbruderschaftsbuch von 1442 besonders bestätigt. 1488 bekommt Hattenheim ein eigenes Gerichtssiegel. Um 1740 wird die Hattenheimer Barockkirche St. Vincentius auf dem Platz der Margarethenkapelle gebaut. Sie wurde dem Märtyrer Vinzenz von Valencia geweiht. Der frühgotische Turm reicht zurück ins 13. Jahrhundert. Der Mainzer Weihbischof Johann Valentin Heimes wurde 1741 in Hattenheim als drittes Kind des Winzers Christian Heimes geboren.
Seit der Gründung Hattenheims dominierte der Großgrundbesitz der Geschlechter Freiherr Langwerth von Simmern, Graf von Schönborn-Wiesentheid, Prinz Friedrich von Preußen, Graf Matuschka-Greiffenclau, sowie die Staatliche Domäne und die Stadt Eltville. Hattenheim hatte mehr als 80 selbständige Weinbaubetriebe.
1806 starb Weihbischof Valentin Heimes mit 65 Jahren. Im Jahre 1814 kurte Johann Wolfgang von Goethe in Wiesbaden; bei einer Fahrt durch den Rheingau besuchte er am 16. August 1814 auch das Hattenheimer Rochusfest.
Hattenheim gehörte mit dem ganzen Rheingau zum Kurmainzischen Territorium. Nach Auflösung des Kurstaates ging der Ort 1803 an Nassau-Usingen und gehörte zur Zeit des Herzogtums Nassau zum Amt Eltville. Nach der Annexion des Herzogtums durch Preußen wurde der Ort 1867 dem Rheingaukreis im Regierungsbezirk Wiesbaden zugeordnet.
Im Zuge der Gebietsreform in Hessen wurde Hattenheim zum 1. Juli 1972 auf freiwilliger Basis in die Stadt Eltville eingegliedert. Sowohl für die Kernstadt als auch für die Stadtteile wurden Ortsbezirke mit Ortsbeirat und Ortsvorsteher gebildet.

## Religionen
Die evangelischen Christen von Hattenheim gehören zur Evangelischen Kirchengemeinde Oestrich-Winkel, die 1891 gegründet wurde und deren Kirche im Oestrich-Winkler Stadtteil Mittelheim liegt. Die katholische Pfarrgemeinde St. Vincentius ist Teil des Pastoralen Raumes Eltville.

## Partnerstadt
| Arzens, Frankreich (seit 1963) |

## Kultur und Sehenswürdigkeiten

### Bauwerke
- Burg Hattenheim
- Pfarrkirche St. Vincentius
- Pfarrhaus
- Rathaus
- Kloster Eberbach
- Hotel und Restaurant „Kronenschlösschen“
- Schloss Reichartshausen
- Haus der Metzgerei Ress
- Weingut Georg Müller Stiftung mit Kunstkeller im Wilhelmj-Haus
- Weingut Balthasar Ress
- Haus Wachendorff
- Hotel und Weinhaus „Zum Krug“
- Marktplatz
- Brunnen von Hattenheim
- Steinberg (heute Besitz der Hessischen Staatsweingüter)
- Eichberg
- Bahnhof Hattenheim
- Eiche beim Campingplatz mit einem Brusthöhenumfang von 7,08 m (2014).[6]

### Regelmäßige Veranstaltungen
- Das Burgfest
- Die Straußwirtschaft in der Burg
- Natur Pur (immer am 3. Oktober)

## Hattenheimer Weinlagen
Hattenheim ist unter den Weinorten des Rheingaus durch die Güte des Bodens besonders bevorzugt. Mit 268 Hektar Rebfläche nimmt der Weinbau in Hattenheim den größten Teil der landwirtschaftlich nutzbaren Fläche ein. Die Weinlagen der Hattenheimer Gemarkung sind in der Großlage Deutelsberg zusammengefasst.
Die bekannteste Lage ist der Steinberg, der im Mittelalter von den Zisterziensermönchen des benachbarten Kloster Eberbach am Waldrand auf einem steilen Südwesthang angelegt und von einer hohen schiefergedeckten Bruchsteinmauer umgeben war. Die Mauer diente dem Schutz des Weinberges, begünstigte zudem das Kleinklima und war wegen der Menge der dort verwendeten Steine auch namensgebend. Bewirtschaftet wurde der Steinberg über den angrenzenden Neuhof, einem Wirtschaftshof des Klosters. Der Steinberg befindet sich im Alleinbesitz der Hessischen Staatsweingüter Kloster Eberbach und beherbergt seit 2008 den Neubau des Steinbergkellers, der zentralen Kellerei der Staatsweingüter.
Weitere bekannte Lagen sind die Brunnenlagen Nussbrunnen und Wisselbrunnen, die oft in einem Atemzug mit dem benachbarten Erbacher Marcobrunn genannt werden. Auch der Mannberg hat mit diesem eine gemeinsame Grenze und ist gewissermaßen seine Verlängerung nach Westen entlang der alten Bundesstraße bis zur Ortslage Hattenheim. Vervollständigt werden die Lagen durch Pfaffenberg, Hinterhaus, Hassel, Engelmannsberg, Schützenhaus und Heiligenberg. Nicht zuletzt ist an den Rheingarten zu denken, der sich auch auf die Insel Mariannenaue erstreckt.

## Persönlichkeiten
- Weihbischof Gottfried Langwerth von Simmern (* 1669 in Hattenheim (Burg zu Hattenheim); † 1741), Weihbischof von Regensburg
- Weihbischof Johann Valentin Heimes (* 1741 in Hattenheim; † 1806), Weihbischof von Mainz und Weihbischof von Worms
- Heinrich Bone (* 25. September 1813 in Drolshagen Kreis Olpe; † 10. Juni 1893 in Hattenheim) war ein deutscher Pädagoge und Schriftsteller.
- Heinrich Köppler (* 26. November 1925 in Hattenheim; † 20. April 1980 in Düsseldorf) war von 1965 bis zum 8. August 1970 Mitglied des Deutschen Bundestages sowie von 1970 bis 1980 Mitglied des Nordrhein-Westfälischen Landtages.